# Pinarejo
Pinarejo – gmina w Hiszpanii, w prowincji Cuenca, w Kastylii-La Mancha, o powierzchni 61,82 km². W 2011 roku gmina liczyła 287 mieszkańców.